# Copa Hazfi 2021-22
La Copa Hazfi 2021-22 fue la 35.ª edición del torneo de eliminación directa del fútbol iraní.

## Equipos participantes
Un total de 96 equipos son elegibles para participar en el Copa Hazfi 2021–22 
. Los equipos se dividieron en cuatro grupos principales.
16 equipos del Liga Profesional de Irán: (entrando desde los Dieciseisavos de final)
| - Esteghlal - Fajr Sepasi - Foolad - Gol Gohar - Havadar Pakdasht - Mes Rafsanjan - Naft Masjed Soleyman - Nassaji | - Persepolis - Peykan - Sanat Naft - Sepahan - Aluminium Arak - Shahr Khodro - Tractor - Zob Ahan |

- Todos los 16 equipos estaban obligados a participar.

18 equipos de la Liga Azadegan:  (entrando desde la Tercera Ronda)
| - Arman Gohar Sirjan - Baadraan Teherán - Esteghlal Khuzestan - Esteghlal Molasani - Kheybar Khorramabad - Khooshe Talaei Saveh - Malavan - Mashin Sazi - Mes Kerman | - Mes Shahr-e Babak - Pars Jonoubi Mermelada - Qashqai Shiraz - Rayka Babol - Saipa - Shahin - Shahrdari Astara - Shahrdari Hamedan - Vista Toorbin Teherán |

28 equipos de 2.ª División:  (entrando desde la Segunda Ronda)
| - Atrak Bojnourd - Chooka Talesh - Elmoadab Tabriz - Espad Teherán - Foolad Novin Ahvaz - Gol Reyhan - Melli Hafari Ahvaz - Iranjavan Bushehr - Iman Sabz Shiraz - Khalij Fars Mahshahr - Mes Novin Kerman - Navad Urmia - Nirooye Zamini - Oghab Teherán | - PAS Hamedan - Payam Toos - Shams Azar Qazvin - Sepidrood - Shahid Ghandi Yazd - Shahid Oraki Eslamshahr - Shahin Bandar Ameri - Shahrdari Bam - Shahrdari Bandar Abbas - Shahrdari Mahshahr - Shahrdari Noshahr - Shohadaye Razakan Karaj - Shohadaye Babolsar - Van Pars Naghsh-e-Jahan |

Se inscribieron 11 equipos (de un máximo de 28 posibles) para participar.
34 equipos de Ligas Provinciales: (Kish, Khoramshahr y Teherán pueden tener Representantes adicionales). (Ingresando desde la Primera Ronda)
| - Alborz (Vahdat Aghasht) - Ardebil (Ardebil Representativo) - Azarbayejan Gharbi (Makou Javan) - Azarbayejan Sharghi (Shohadaye Bonab Marand) - Boushehr (Shahed Deylam) - Chaharmahal & Bakhtiyari (Parsian Harooni Chaharmahal & Bakhtiyari) - Fars (Bento Hesam Mehr) - Gilan (Almas Tazeh Abad Langeroud) - Golestan (Novin Keshavarz Aliabad) - Hamedan - Hormozgan - Ilam (Vahdat Ivan) - Isfahan (Payam Zeydi Kashan) - Kerman (Shahrdari Najafshahr) - Kermanshah (Sheys Estrella Salas Babajani) - Khoramshahr - Khorasan Jonoubi (Setareh Saz Birjand) | - Khorasan Razavi (Yaran Raeisi Neyshabur) - Khorasan Shomali - Khouzestan (Hacer Kooheh Andimeshk) - Kish (Persa Kish) - Kohgiluye & Boyer Ahmad (Tam Dehdasht Kohgiluye) - Kordestan (Abidar Sanandaj) - Lorestan - Markazi (Artiman Iraní Farshad Khomein) - Mazandaran (Shahin Gorji Rostam Kala) - Qazvin (Javaheri Mansour Abyek) - Qom (Oghab Pardisan Qom) - Semnan (Semnan Representative) - Sistan & Balouchestan (Takavar Zabol) - Teherán (Shahin Dehdari Teherán de Teherán) - Suburbios de Teherán (Setaregan Sorkh Teherán) - Yazd - Zanjan (Parvaz Zanjan) |

- Se registraron 28 equipos (de un máximo de 34 posibles) para participar.

## Calendario
El calendario de la competición es el siguiente.
| Etapa         | Ronda                  | Fecha de sorteo          | Fechas de partidos                           |
| ------------- | ---------------------- | ------------------------ | -------------------------------------------- |
| Primera etapa | Primera Ronda          | 29 de septiembre de 2021 | 10-11 de octubre de 2021                     |
| Primera etapa | Segunda Ronda          | 16 de octubre de 2021    | 31 octubre-2 de noviembre de 2021            |
| Primera etapa | Tercera Ronda          | 10 de noviembre de 2021  | 26-28 de noviembre de 2021                   |
| Segunda Etapa | Dieciseisavos de final | 1 de diciembre de 2021   | 19-20 de diciembre de 2021                   |
| Segunda Etapa | Octavos de final       | 27 de diciembre de 2021  | 17-18 de enero de 2022, 8 de febrero de 2022 |
| Segunda Etapa | Cuartos de final       | 8 de marzo de 2022       | 9-11 de abril de 2022                        |
| Segunda Etapa | Semifinales            | 8 de marzo de 2022       | 17,18 de abril de 2022                       |
| Segunda Etapa | Final                  | 8 de marzo de 2022       | 27 de abril de 2022                          |

## Primera etapa

### Primera Ronda
|  | 16/16 |

|  | 18/18 |

|  | 28/28 |

|  | 28/34 |

|  | 90/96 |

| 11 de octubre de 2021 | Heyat Football Germi (4) | 3–3 (t.s.) (4-5 pen.) | Siman Shahrood (4) |  |
| 14:45                 |                          |                       |                    |  |

| 10 de octubre de 2021 | SetareganSorkh Tehran (4) | 0–0 (t.s.) (3-4 pen.) | Almas Tazeh Abad Langeroud (4) |  |
| 14:45                 |                           |                       |                                |  |

| 10 de octubre de 2021 | Novin Keshavarz Aliabad (4) | 0–0 (t.s.) (3-4 pen.) | Payam Zeydi Kashan (4) |  |
| 14:45                 |                             |                       |                        |  |

| 11 de octubre de 2021 | Shohadaye Bonab Marand (4) | w/o | Shahin Gorji Rostam Kala (4) |  |
| 15:00                 |                            |     |                              |  |

| 11 de octubre de 2021 | Javaheri Mansour Abyek (4) | 0–0 (t.s.) (3-2 pen.) | Sheys Star Salas Babajani (4) |  |
| 14:30                 |                            |                       |                               |  |

| 11 de octubre de 2021 | Artiman Iranian Farshad Khomein (4) | 1–0 | Oghab Pardisan Qom (4) |  |
| 14:45                 |                                     |     |                        |  |

| 10 de octubre de 2021 | Makou Javan (4) | w/o | Parvaz Zanjan (4) |  |
| 15:00                 |                 |     |                   |  |

| 11 de octubre de 2021 | Abidar Sanandaj (4) | 2–2 (t.s.) (5-4 pen.) | Vahdat Aghasht (4) |  |
| 14:45                 |                     |                       |                    |  |

| 11 de octubre de 2021 | Shahin Dehdari Tehran (4) | 2–1 | Yaran Raeisi Neyshabur (4) |  |
| 14:45                 |                           |     |                            |  |

| 11 de octubre de 2021 | Parsian Harooni Chaharmahal & Bakhtiyari (4) | w/o | Setareh Saz Birjand (4) |  |
| 14:45                 |                                              |     |                         |  |

| 11 de octubre de 2021 | Shahrdari Najafshahr (4) | w/o | Vahdat Ivan (4) |  |
| 14:45                 |                          |     |                 |  |

| 10 de octubre de 2021 | Persian Kish (4) | 0-4 | Do Kooheh Andimeshk (4) |  |
| 15:00                 |                  |     |                         |  |

| 11 de octubre de 2021 | Takavar Zabol (4) | w/o | Tam Dehdasht Kohgiluye (4) |  |
| 14:00                 |                   |     |                            |  |

| 11 de octubre de 2021 | Bonto Hesam Mohr (4) | 2–2 (t.s.) (7-6 pen.) | Shahed Deylam (4) |  |
| 14:30                 |                      |                       |                   |  |

### Segunda Ronda
|  | 16/16 |

|  | 18/18 |

|  | 14/28 |

|  | 14/34 |

|  | 62/96 |

| 31 de octubre de 2021 | Almas Tazeh Abad Langeroud (4) | w/o | Takavar Zabol (4) |  |
| 14:00                 |                                |     |                   |  |

| 2 de noviembre de 2021 | Espad Tehran (3) | w/o | Gol Reyhan Alborz (3) |  |
| 14:00                  |                  |     |                       |  |

| 1 de noviembre de 2021 | Navad Urmia (3) | 1–0 | Shahin Dehdari Tehran (4) | Urmia           |  |
| 14:30                  |                 |     |                           | Estadio: Takhti |  |

| 1 de noviembre de 2021 | Javaheri Mansour Abyek (4) | 3–1 | Shahrdari Najafshahr (4) | Qazvin                   |  |
| 14:15                  |                            |     |                          | Estadio: Sardar Azadegan |  |

| 1 de noviembre de 2021 | Khalij Fars Mahshahr (3) | 3–0 | Mes Novin Kerman (3) | Mahshahr         |  |
| 14:30                  |                          |     |                      | Estadio: Shohada |  |

| 1 de noviembre de 2021 | Khalij Fars Mahshahr (3) | 3–0 | Mes Novin Kerman (3) | Mahshahr         |  |
| 14:30                  |                          |     |                      | Estadio: Shohada |  |

| 31 de octubre de 2021 | Payam Zeydi Kashan (4) | 2-0 | Shohadaye Bonab Marand (4) | Kashan              |  |
| 14:30                 |                        |     |                            | Estadio: Amir Kabir |  |

| 01 de noviembre de 2021 | Payam Toos Khorasan (3) | 2-2 (t.s.) (2-4 p) | Bonto Hesam Mohr (4) | Mashhad        |  |
| 14:00                   |                         |                    |                      | Estadio: Samen |  |

| 01 de noviembre de 2021 | Oghab Tehran (3) | w/o | Shahrdari Noshahr (3) | Eslamshahr       |  |
| 14:30                   |                  |     |                       | Estadio: Shohada |  |

| 01 de noviembre de 2021 | Siman Shahrood (4) | w/o | Chooka Talesh (3) | Shahrud         |  |
| 14:00                   |                    |     |                   | Estadio: Takhti |  |

| 01 de noviembre de 2021 | Do Kooheh Andimeshk (4) | 0-0 (t.s.) (4-1 p) | Sepidrood Rasht (3) | Andimeshk                |  |
| 14:30                   |                         |                    |                     | Estadio: Shahid Sarvandi |  |

| 01 de noviembre de 2021 | Shahin Bandar Ameri (3) | w/o | Artiman Iranian Farshad Khomein (4) | Ahram            |  |
| 14:30                   |                         |     |                                     | Estadio: Shohada |  |

| 2021 de noviembre del 01 | Van Pars Naghsh-e-Jahan (3) | w/o | Atrak Bojnourd (3) | Fuladshahr            |  |
| 14:30                    |                             |     |                    | Estadio: Foolad Shahr |  |

| 31 de octubre de 2021 | Makou Javan (4)                        | 2-2 (t.s.) (4-1 p) | Abidar Sanandaj (4)    | Shoot           |  |
| 14:30                 | Amir Hosein Mokhtarpoor Hosein Sharifi |                    | Sina Izadi Reza Karami | Estadio: Takhti |  |

| 2021 de octubre del 31 | Shahid Oraki Eslamshahr (3) | 6-0 | Parsian Harooni Chaharmahal & Bakhtiyari (4) | Eslamshahr       |  |
| 14:30                  |                             |     |                                              | Estadio: Shohada |  |

### Tercera Ronda
|  | 16/16 |

|  | 18/18 |

|  | 7/28 |

|  | 7/34 |

|  | 48/96 |

| 21 de noviembre de 2021 | Shahrdari Astara (2) | 3-2 | Almas Tazeh Abad Langeroud (4) | Talesh                                                       |  |
| 14:00                   |                      |     |                                | Estadio: Pooriyaye Vali Árbitro: Mohammad Bagher Poor Bagher |  |

| 26 de noviembre de 2021 | Esteghlal Khuzestan (2) | 0-1 (t.s.) | Khalij Fars Mahshahr (3) | Ahwaz                                |  |
| 14:30                   |                         |            |                          | Estadio: Takhti Árbitro: Sajjad Yari |  |

| 27 de noviembre de 2021 | Mashin Sazi (2) | 1-0 | Siman Shahrood (4) | Tabriz                  |  |
| 14:15                   |                 |     |                    | Estadio: Yadegar-e Emam |  |

| 27 de noviembre de 2021 | Mes Kerman (2) | 1-1 (t.s.) (6-5 p) | Khooshe Talaei Saveh (2) | Kerman            |  |
| 14:00                   |                |                    |                          | Estadio: Imam Ali |  |

| 27 de noviembre de 2021 | Bonto Hesam Mohr (4) | 1-4 | Arman Gohar Sirjan (2) | Jam                                   |  |
| 14:00                   |                      |     |                        | Estadio: Takhti Árbitro: Ali Aghajari |  |

| 27 de noviembre de 2021 | Qashqai Shiraz (2) | 0-0 (t.s.) (4-2 p) | Shahin Bandar Ameri (3) | Shiraz            |  |
| 14:00                   |                    |                    |                         | Estadio: Hafezieh |  |

| 27 de noviembre de 2021 | Rayka Babol (2) | 2-1 | Espad Tehran (3) | Kiakola                                         |  |
| 14:00                   |                 |     |                  | Estadio: Shohada Árbitro: Abdolhossein Baastaan |  |

| 27 de noviembre de 2021 | Saipa (2) | 0-2 | Shahin (2) | Tehran                |  |
| 14:15                   |           |     |            | Estadio: PAS Ghavamin |  |

| 27 de noviembre de 2021 | Shahrdari Hamedan (2) | 0-1 | Kheybar Khorramabad (2) | Hamedan                                                 |  |
| 14:15                   |                       |     |                         | Estadio: Haji Babayi Árbitro: Mohammad Hossein Torabian |  |

| 27 de noviembre de 2021 | Esteghlal Molasani (2) | 0-0 (t.s.) (4-2 p) | Pars Jonoubi Jam (2) | Ahwaz                                     |  |
| 14:30                   |                        |                    |                      | Estadio: Takhti Árbitro: Meysam Abbaspour |  |

| 27 de noviembre de 2021 | Mes Shahr-e Babak (2) | 2-1 | Malavan (2) | Sirjan            |  |
| 14:00                   |                       |     |             | Estadio: Imam Ali |  |

| 27 de noviembre de 2021 | Navad Urmia (3) | 2-1 | Van Pars Naghsh-e-Jahan (3) | Urumia          |  |
| 14:00                   |                 |     |                             | Estadio: Takhti |  |

| 27 de noviembre de 2021 | Shahrdari Noshahr (3) | 4-1 | Javaheri Mansour Abyek (4) | Noshahr                                               |
|                         |                       |     |                            | Estadio: Shohada Árbitro: Ali Mohammadi Poor Roodineh |

| 28 de noviembre de 2021 | Shahid Oraki Eslamshahr (3) | 4-1 | Makou Javan (4) | Eslamshahr       |  |
| 14:00                   |                             |     |                 | Estadio: Shohada |  |

| 27 de noviembre de 2021 | Shams Azar Qazvin (2) | 5-2 | Do Kooheh Andimeshk (4) | Qazvin                                        |  |
| 14:00                   |                       |     |                         | Estadio: Sardar Azadegan Árbitro: Amir Armand |  |

| 27 de noviembre de 2021 | Vista Toorbin Tehran (2) | 3-1 | Payam Zeydi Kashan (4) | Shahr Qods                                 |  |
| 14:15                   |                          |     |                        | Estadio: Shohada Árbitro: Hojat Ghapanoori |  |

## Segunda etapa

### Cuadro de eliminatorias
|  | Dieciseisavos de final 19-20 Diciembre 2021 | Dieciseisavos de final 19-20 Diciembre 2021 |                      |       | Octavos de final 17–18 Enero 8 Febrero 2022 | Octavos de final 17–18 Enero 8 Febrero 2022 |  |  | Cuartos de Final 9-11 Abril 2022 | Cuartos de Final 9-11 Abril 2022 |  |  | Semifinales 18–19 Abril 2022 | Semifinales 18–19 Abril 2022 |  |  | Final 27 Abril 2022 | Final 27 Abril 2022 |
|  |                                             |                                             |                      |       |                                             |                                             |  |  |                                  |                                  |  |  |                              |                              |  |  |                     |                     |
|  |                                             |                                             |                      |       |                                             |                                             |  |  |                                  |                                  |  |  |                              |                              |  |  |                     |                     |
|  |                                             |                                             |                      |       |                                             |                                             |  |  |                                  |                                  |  |  |                              |                              |  |  |                     |                     |
|  | Shahin Bushehr                              | 0 (3)                                       |                      |       |                                             |                                             |  |  |                                  |                                  |  |  |                              |                              |  |  |                     |                     |
|  | Shahin Bushehr                              | 0 (3)                                       |                      |       |                                             |                                             |  |  |                                  |                                  |  |  |                              |                              |  |  |                     |                     |
|  | Naft Masjed Soleyman                        | 0 (4)                                       |                      |       |                                             |                                             |  |  |                                  |                                  |  |  |                              |                              |  |  |                     |                     |
|  | Naft Masjed Soleyman                        | 0 (4)                                       | Naft Masjed Soleyman | 1     |                                             |                                             |  |  |                                  |                                  |  |  |                              |                              |  |  |                     |                     |
|  |                                             |                                             | Naft Masjed Soleyman | 1     |                                             |                                             |  |  |                                  |                                  |  |  |                              |                              |  |  |                     |                     |
|  |                                             | Khalij Fars Mahshahr                        | 2                    |       |                                             |                                             |  |  |                                  |                                  |  |  |                              |                              |  |  |                     |                     |
|  | Khalij Fars Mahshahr                        | Khalij Fars Mahshahr                        | 2                    | 1     |                                             |                                             |  |  |                                  |                                  |  |  |                              |                              |  |  |                     |                     |
|  | Khalij Fars Mahshahr                        |                                             |                      | 1     |                                             |                                             |  |  |                                  |                                  |  |  |                              |                              |  |  |                     |                     |
|  | Havadar                                     | 0                                           |                      |       |                                             |                                             |  |  |                                  |                                  |  |  |                              |                              |  |  |                     |                     |
|  | Havadar                                     | 0                                           | Khalij Fars Mahshahr | 1(4)  |                                             |                                             |  |  |                                  |                                  |  |  |                              |                              |  |  |                     |                     |
|  |                                             |                                             | Khalij Fars Mahshahr | 1(4)  |                                             |                                             |  |  |                                  |                                  |  |  |                              |                              |  |  |                     |                     |
|  |                                             | Mes Rafsanjan                               | 1(2)                 |       |                                             |                                             |  |  |                                  |                                  |  |  |                              |                              |  |  |                     |                     |
|  | Tractor S.C.                                | Mes Rafsanjan                               | 1(2)                 | 0 (1) |                                             |                                             |  |  |                                  |                                  |  |  |                              |                              |  |  |                     |                     |
|  | Tractor S.C.                                |                                             |                      | 0 (1) |                                             |                                             |  |  |                                  |                                  |  |  |                              |                              |  |  |                     |                     |
|  | Mes Rafsanjan                               | 0 (3)                                       |                      |       |                                             |                                             |  |  |                                  |                                  |  |  |                              |                              |  |  |                     |                     |
|  | Mes Rafsanjan                               | 0 (3)                                       | Mes Rafsanjan aet    | 1     |                                             |                                             |  |  |                                  |                                  |  |  |                              |                              |  |  |                     |                     |
|  |                                             |                                             | Mes Rafsanjan aet    | 1     |                                             |                                             |  |  |                                  |                                  |  |  |                              |                              |  |  |                     |                     |
|  |                                             | Shahr Khodro                                | 0                    |       |                                             |                                             |  |  |                                  |                                  |  |  |                              |                              |  |  |                     |                     |
|  | Shahr Khodro aet                            | Shahr Khodro                                | 0                    | 2     |                                             |                                             |  |  |                                  |                                  |  |  |                              |                              |  |  |                     |                     |
|  | Shahr Khodro aet                            |                                             |                      | 2     |                                             |                                             |  |  |                                  |                                  |  |  |                              |                              |  |  |                     |                     |
|  | Esteghlal Mollasani                         | 1                                           |                      |       |                                             |                                             |  |  |                                  |                                  |  |  |                              |                              |  |  |                     |                     |
|  | Esteghlal Mollasani                         | 1                                           | Khalij Fars Mahshahr | 0     |                                             |                                             |  |  |                                  |                                  |  |  |                              |                              |  |  |                     |                     |
|  |                                             |                                             | Khalij Fars Mahshahr | 0     |                                             |                                             |  |  |                                  |                                  |  |  |                              |                              |  |  |                     |                     |
|  |                                             | Aluminium Arak                              | 1                    |       |                                             |                                             |  |  |                                  |                                  |  |  |                              |                              |  |  |                     |                     |
|  | Zob Ahan                                    | Aluminium Arak                              | 1                    | 3     |                                             |                                             |  |  |                                  |                                  |  |  |                              |                              |  |  |                     |                     |
|  | Zob Ahan                                    |                                             |                      | 3     |                                             |                                             |  |  |                                  |                                  |  |  |                              |                              |  |  |                     |                     |
|  | Rayka Babol                                 | 0                                           |                      |       |                                             |                                             |  |  |                                  |                                  |  |  |                              |                              |  |  |                     |                     |
|  | Rayka Babol                                 | 0                                           | Zob Ahan             | 0     |                                             |                                             |  |  |                                  |                                  |  |  |                              |                              |  |  |                     |                     |
|  |                                             |                                             | Zob Ahan             | 0     |                                             |                                             |  |  |                                  |                                  |  |  |                              |                              |  |  |                     |                     |
|  |                                             | Persepolis                                  | 3                    |       |                                             |                                             |  |  |                                  |                                  |  |  |                              |                              |  |  |                     |                     |
|  | Persepolis                                  | Persepolis                                  | 3                    | 4     |                                             |                                             |  |  |                                  |                                  |  |  |                              |                              |  |  |                     |                     |
|  | Persepolis                                  |                                             |                      | 4     |                                             |                                             |  |  |                                  |                                  |  |  |                              |                              |  |  |                     |                     |
|  | Vista Toorbin                               | 0                                           |                      |       |                                             |                                             |  |  |                                  |                                  |  |  |                              |                              |  |  |                     |                     |
|  | Vista Toorbin                               | 0                                           | Persepolis           | 2     |                                             |                                             |  |  |                                  |                                  |  |  |                              |                              |  |  |                     |                     |
|  |                                             |                                             | Persepolis           | 2     |                                             |                                             |  |  |                                  |                                  |  |  |                              |                              |  |  |                     |                     |
|  |                                             | Aluminium Arak                              | 3                    |       |                                             |                                             |  |  |                                  |                                  |  |  |                              |                              |  |  |                     |                     |
|  | Aluminium Arak aet                          | Aluminium Arak                              | 3                    | 2     |                                             |                                             |  |  |                                  |                                  |  |  |                              |                              |  |  |                     |                     |
|  | Aluminium Arak aet                          |                                             |                      | 2     |                                             |                                             |  |  |                                  |                                  |  |  |                              |                              |  |  |                     |                     |
|  | Fajr Sepasi                                 | 0                                           |                      |       |                                             |                                             |  |  |                                  |                                  |  |  |                              |                              |  |  |                     |                     |
|  | Fajr Sepasi                                 | 0                                           | Aluminium Arak aet   | 1     |                                             |                                             |  |  |                                  |                                  |  |  |                              |                              |  |  |                     |                     |
|  |                                             |                                             | Aluminium Arak aet   | 1     |                                             |                                             |  |  |                                  |                                  |  |  |                              |                              |  |  |                     |                     |
|  |                                             | Sepahan                                     | 0                    |       |                                             |                                             |  |  |                                  |                                  |  |  |                              |                              |  |  |                     |                     |
|  | Sepahan                                     | Sepahan                                     | 0                    | 1     |                                             |                                             |  |  |                                  |                                  |  |  |                              |                              |  |  |                     |                     |
|  | Sepahan                                     |                                             |                      | 1     |                                             |                                             |  |  |                                  |                                  |  |  |                              |                              |  |  |                     |                     |
|  | Shahid Oraki                                | 0                                           |                      |       |                                             |                                             |  |  |                                  |                                  |  |  |                              |                              |  |  |                     |                     |
|  | Shahid Oraki                                | 0                                           | Aluminium Arak       |       |                                             |                                             |  |  |                                  |                                  |  |  |                              |                              |  |  |                     |                     |
|  |                                             |                                             |                      |       |                                             |                                             |  |  |                                  |                                  |  |  |                              |                              |  |  |                     |                     |
|  |                                             | Ganador SF2                                 |                      |       |                                             |                                             |  |  |                                  |                                  |  |  |                              |                              |  |  |                     |                     |
|  | Paykan                                      | 1                                           |                      |       |                                             |                                             |  |  |                                  |                                  |  |  |                              |                              |  |  |                     |                     |
|  | Paykan                                      | 1                                           |                      |       |                                             |                                             |  |  |                                  |                                  |  |  |                              |                              |  |  |                     |                     |
|  | Qashqai                                     | 0                                           |                      |       |                                             |                                             |  |  |                                  |                                  |  |  |                              |                              |  |  |                     |                     |
|  | Qashqai                                     | 0                                           | Paykan               | 0     |                                             |                                             |  |  |                                  |                                  |  |  |                              |                              |  |  |                     |                     |
|  |                                             |                                             | Paykan               | 0     |                                             |                                             |  |  |                                  |                                  |  |  |                              |                              |  |  |                     |                     |
|  |                                             | Esteghlal aet                               | 1                    |       |                                             |                                             |  |  |                                  |                                  |  |  |                              |                              |  |  |                     |                     |
|  | Esteghlal                                   | Esteghlal aet                               | 1                    | 1 (4) |                                             |                                             |  |  |                                  |                                  |  |  |                              |                              |  |  |                     |                     |
|  | Esteghlal                                   |                                             |                      | 1 (4) |                                             |                                             |  |  |                                  |                                  |  |  |                              |                              |  |  |                     |                     |
|  | Navad Urmia                                 | 1 (2)                                       |                      |       |                                             |                                             |  |  |                                  |                                  |  |  |                              |                              |  |  |                     |                     |
|  | Navad Urmia                                 | 1 (2)                                       | Esteghlal            | 0(4)  |                                             |                                             |  |  |                                  |                                  |  |  |                              |                              |  |  |                     |                     |
|  |                                             |                                             | Esteghlal            | 0(4)  |                                             |                                             |  |  |                                  |                                  |  |  |                              |                              |  |  |                     |                     |
|  |                                             | Nassaji                                     | 0(5)                 |       |                                             |                                             |  |  |                                  |                                  |  |  |                              |                              |  |  |                     |                     |
|  | Arman Gohar                                 | Nassaji                                     | 0(5)                 | 0     |                                             |                                             |  |  |                                  |                                  |  |  |                              |                              |  |  |                     |                     |
|  | Arman Gohar                                 |                                             |                      | 0     |                                             |                                             |  |  |                                  |                                  |  |  |                              |                              |  |  |                     |                     |
|  | Nassaji                                     | 1                                           |                      |       |                                             |                                             |  |  |                                  |                                  |  |  |                              |                              |  |  |                     |                     |
|  | Nassaji                                     | 1                                           | Nassaji              | 3     |                                             |                                             |  |  |                                  |                                  |  |  |                              |                              |  |  |                     |                     |
|  |                                             |                                             | Nassaji              | 3     |                                             |                                             |  |  |                                  |                                  |  |  |                              |                              |  |  |                     |                     |
|  |                                             | Gol Gohar                                   | 1                    |       |                                             |                                             |  |  |                                  |                                  |  |  |                              |                              |  |  |                     |                     |
|  | Gol Gohar                                   | Gol Gohar                                   | 1                    | 4     |                                             |                                             |  |  |                                  |                                  |  |  |                              |                              |  |  |                     |                     |
|  | Gol Gohar                                   |                                             |                      | 4     |                                             |                                             |  |  |                                  |                                  |  |  |                              |                              |  |  |                     |                     |
|  | Shahrdari Astara                            | 0                                           |                      |       |                                             |                                             |  |  |                                  |                                  |  |  |                              |                              |  |  |                     |                     |
|  | Shahrdari Astara                            | 0                                           | Nassaji              |       |                                             |                                             |  |  |                                  |                                  |  |  |                              |                              |  |  |                     |                     |
|  |                                             |                                             |                      |       |                                             |                                             |  |  |                                  |                                  |  |  |                              |                              |  |  |                     |                     |
|  |                                             | Mes Kerman                                  |                      |       |                                             |                                             |  |  |                                  |                                  |  |  |                              |                              |  |  |                     |                     |
|  | Machine Sazi                                | 0                                           |                      |       |                                             |                                             |  |  |                                  |                                  |  |  |                              |                              |  |  |                     |                     |
|  | Machine Sazi                                | 0                                           |                      |       |                                             |                                             |  |  |                                  |                                  |  |  |                              |                              |  |  |                     |                     |
|  | Mes Kerman                                  | 2                                           |                      |       |                                             |                                             |  |  |                                  |                                  |  |  |                              |                              |  |  |                     |                     |
|  | Mes Kerman                                  | 2                                           | Mes Kerman           | 1 (5) |                                             |                                             |  |  |                                  |                                  |  |  |                              |                              |  |  |                     |                     |
|  |                                             |                                             | Mes Kerman           | 1 (5) |                                             |                                             |  |  |                                  |                                  |  |  |                              |                              |  |  |                     |                     |
|  |                                             | Foolad                                      | 1 (4)                |       |                                             |                                             |  |  |                                  |                                  |  |  |                              |                              |  |  |                     |                     |
|  | Foolad                                      | Foolad                                      | 1 (4)                | 3     |                                             |                                             |  |  |                                  |                                  |  |  |                              |                              |  |  |                     |                     |
|  | Foolad                                      |                                             |                      | 3     |                                             |                                             |  |  |                                  |                                  |  |  |                              |                              |  |  |                     |                     |
|  | Shahrdari Noshahr                           | 0                                           |                      |       |                                             |                                             |  |  |                                  |                                  |  |  |                              |                              |  |  |                     |                     |
|  | Shahrdari Noshahr                           | 0                                           | Mes Kerman           | 1     |                                             |                                             |  |  |                                  |                                  |  |  |                              |                              |  |  |                     |                     |
|  |                                             |                                             | Mes Kerman           | 1     |                                             |                                             |  |  |                                  |                                  |  |  |                              |                              |  |  |                     |                     |
|  |                                             | Kheybar                                     | 0                    |       |                                             |                                             |  |  |                                  |                                  |  |  |                              |                              |  |  |                     |                     |
|  | Kheybar                                     | Kheybar                                     | 0                    | 3     |                                             |                                             |  |  |                                  |                                  |  |  |                              |                              |  |  |                     |                     |
|  | Kheybar                                     |                                             |                      | 3     |                                             |                                             |  |  |                                  |                                  |  |  |                              |                              |  |  |                     |                     |
|  | Mes Shahr-e Babak                           | 1                                           |                      |       |                                             |                                             |  |  |                                  |                                  |  |  |                              |                              |  |  |                     |                     |
|  | Mes Shahr-e Babak                           | 1                                           | Kheybar              | 5     |                                             |                                             |  |  |                                  |                                  |  |  |                              |                              |  |  |                     |                     |
|  |                                             |                                             | Kheybar              | 5     |                                             |                                             |  |  |                                  |                                  |  |  |                              |                              |  |  |                     |                     |
|  |                                             | Sanat Naft                                  | 1                    |       |                                             |                                             |  |  |                                  |                                  |  |  |                              |                              |  |  |                     |                     |
|  | Sanat Naft                                  | Sanat Naft                                  | 1                    | 3     |                                             |                                             |  |  |                                  |                                  |  |  |                              |                              |  |  |                     |                     |
|  | Sanat Naft                                  |                                             |                      | 3     |                                             |                                             |  |  |                                  |                                  |  |  |                              |                              |  |  |                     |                     |
|  | Shams Azar                                  | 1                                           |                      |       |                                             |                                             |  |  |                                  |                                  |  |  |                              |                              |  |  |                     |                     |
|  | Shams Azar                                  | 1                                           |                      |       |                                             |                                             |  |  |                                  |                                  |  |  |                              |                              |  |  |                     |                     |

### Dieciseisavos de final
Los 16 equipos de la Liga Profesional de Irán ingresaron a la competencia desde la segunda etapa.
|  | 16/16 |

|  | 12/18 |

|  | 4/28 |

|  | 0/34 |

|  | 32/96 |

| 19 de diciembre de 2021 | Shahin (2) | 0-0 (t.s.) (3-4 p) | Naft Masjed Soleyman (1) | Bushehr                 |  |
| 15:30                   |            |                    |                          | Estadio: Shahid Mahdavi |  |

| 19 de diciembre de 2021 | Peykan (1)                     | 1-0 | Qashqai Shiraz (2) | Teherán               |  |
| 15:00                   | Gholamreza Sabet Imani 74' (P) |     |                    | Estadio: PAS Ghavamin |  |

| 20 de diciembre de 2021                                                                                         | Tractor (1) | 0-0 (t.s.) (1-3 p)                                                               | Mes Rafsanjan (1) | Tabriz                    |  |
| 15:00 |             |                                                                                  |                   | Estadio: Sardar Soleimani |  |
| |             | Penaltis                                                                         |                   |                           |  |
| Goalkeeper: Mahdi Haghighat · Peyman Babaei · Saman Nariman Jahan · Abdollah Hosseini · Mohammad Mehdi Ghanbari |             | Goalkeeper: Faiz Al-Rushaidi · Godwin Mensha · Hassan Jafari · Houman Rabiezadeh |                   |                           |  |

| 19 de diciembre de 2021 | Arman Gohar Sirjan (2) | 0-1 | Nassaji (1)       | Sirjan            |  |
| 14:00                   |                        |     | Hassan Najafi 13' | Estadio: Imam Ali |  |

| 19 de diciembre de 2021 | Sepahan (1)             | 1-0 | Shahid Oraki Eslamshahr (3) | Isfahán                 |  |
| 17:30                   | Sajjad Shahbazzadeh 60' |     |                             | Estadio: Naghsh-e Jahan |  |

| 19 de diciembre de 2021 | Shahr Khodro (1)                  | 2-1 (t.s.) | Esteghlal Molasani (2) | Mashhad        |  |
| 14:45                   | Mohammad Reza Fallahian 80', 120' |            | Reza Karamolachaab 74' | Estadio: Samen |  |

| 19 de diciembre de 2021 | Zob Ahan (1)                                                      | 3-0 | Rayka Babol (2) | Isfahán               |  |
| 15:00                   | Arman Ghasemi 62' Mohammad Khodabandeloo 80' (P) Aref Rostami 84' |     |                 | Estadio: Foolad Shahr |  |

| 19 de diciembre de 2021                                                                                          | Esteghlal (1)      | 1–1 (t.s.) (4–2 p)                                                                             | Navad Urmia (3)     | Teherán        |  |
| 17:30 | Arman Ramezani 88' |                                                                                                | Sajjad Tajatlou 59' | Estadio: Azadi |  |
| |                    | Penaltis                                                                                       |                     |                |  |
| Goalkeeper: Alireza Rezaei · Mohammad Reza Azadi · Saeid Mehri · Babak Moradi · Amirali Sadeghi · Arash Rezavand |                    | Goalkeeper: Reza Mansouri · Mohsen Soleimani · Yamin Fallah · Keyvan Marabi · Mohammad Taftian |                     |                |  |

| 19 de diciembre de 2021 | Gol Gohar (1)                                                                         | 4-0 | Shahrdari Astara (2) | Sirjan                    |  |
| 16:30                   | Hossein Nokhodkar 8' Amin Pourali 32' Mohammad Reza Khanzadeh 55' Morteza Tabrizi 57' |     |                      | Estadio: Sardar Soleimani |  |

| 19 de diciembre de 2021 | Foolad (1)                                           | 3-0 | Shahrdari Noshahr (3) | Ahvaz                     |  |
| 17:45                   | Ahmad Abdollahzadeh 45' (P) OG 57' Ayanda Patosi 87' |     |                       | Estadio: Shohadaye Foolad |  |

| 19 de diciembre de 2021 | Aluminium Arak (1)                           | 2-0 (t.s.) | Fajr Sepasi (1) | Arak                   |  |
| 15:30                   | Amir Mohammad Houshmand 111' Amir Noori 122' |            |                 | Estadio: Imam Khomeini |  |

| 20 de diciembre de 2021 | Sanat Naft (1)                                                    | 3-1 | Shams Azar Qazvin (2) | Abadan          |  |
| 14:00                   | Abbas Bouazar 3' Mohammad Reza Ghobeishavi 27' Shervin Bozorg 40' |     | Abbas Asgari 81'      | Estadio: Takhti |  |

| 19 de diciembre de 2021 | Mashin Sazi (2)         | 1-2 | Mes Kerman (2)                              | Tabriz                  |  |
| 15:00                   | Davood Shahvarooghi 51' |     | Milad Saremi 7' Bahram Rashidi Farrokhi 78' | Estadio: Yadegar-e Emam |  |

| 20 de diciembre de 2021 | Khalij Fars Mahshahr (3) | 1-0 | Havadar Pakdasht (1) | Mahshahr         |  |
| 14:30                   | Abbas Tahmsabi 85' (P)   |     |                      | Estadio: Shohada |  |

| 20 de diciembre de 2021 | Persepolis (1)                                                             | 4-0 | Vista Toorbin Tehran (2) | Teherán        |  |
| 17:30                   | Mohammad Sharifi 64' Siamak Nemati 65' Issa Alekasir 80' Ali Shojaei 90+4' |     |                          | Estadio: Azadi |  |

| 19 de diciembre de 2021 | Kheybar Khorramabad (2)                                    | 3-1 | Mes Shahr-e Babak (2) | Khorramabad     |  |
| 14:30                   | Mehrdad Ghanbari 18' (P), 39' (P) Mohammad Ali Safia 90+4' |     | Milad Shabanlou 51'   | Estadio: Takhti |  |

### Octavos de final
|  | 13/16 |

|  | 2/18 |

|  | 1/28 |

|  | 0/34 |

|  | 16/96 |

| 17 de enero de 2022 | Aluminium Arak (1) | 1–1 (t.s.) (4–3 p) | Sepahan (1) | Arak, Irán             |  |
| 14:00               |                    |                    |             | Estadio: Imam Khomeini |  |

| 17 de enero de 2022 | Kheybar Khorramabad (2) | 5–1 | Sanat Naft (1) | Khorramabad     |  |
| 14:00               |                         |     |                | Estadio: Takhti |  |

| 17 de enero de 2022 | Mes Kerman (2) | 1–1 (t.s.) (5–4 p) | Foolad (1) | Kerman            |  |
| 14:30               |                |                    |            | Estadio: Imam Ali |  |

| 17 de enero de 2022 | Zob Ahan (1) | 0–3 | Persepolis (1) | Fuladshahr            |  |
| 15:30               |              |     |                | Estadio: Foolad Shahr |  |

| 18 de enero de 2022 | Nassaji (1) | 3–1 | Gol Gohar (1) | TBA          |  |
| 14:00               |             |     |               | Estadio: TBA |  |

| 18 de enero de 2022 | Mes Rafsanjan (1) | 1–0 (t.s.) | Shahr Khodro (1) | Sarcheshmeh             |  |
| 14:30               |                   |            |                  | Estadio: Shahid Zeynali |  |

| 18 de enero de 2022 | Naft Masjed Soleyman (1) | 1–2 | Khalij Fars Mahshahr (3) | Masjed Soleyman           |  |
| 14:30               |                          |     |                          | Estadio: Behnam Mohammadi |  |

| 8 de febrero de 2022 | Peykan (1) | 0–1 (t.s.) | Esteghlal (1) | Teherán               |  |
| 17:00                |            |            | Motahari 92'  | Estadio: PAS Ghavamin |  |

### Cuartos de final
|  | 5/16 |

|  | 2/18 |

|  | 1/28 |

|  | 0/34 |

|  | 8/96 |

| 09 de abril de 2022                                                                       | Khalij Fars Mahshahr (3) | 1-1 (t.s.) (4-2 p)                                                                                   | Mes Rafsanjan (1)           | Abadán                  |  |
| 20:15                                                                                     | Abbas Ghasemi 84'        | | Mohammad Reza Soleimani 23' | Estadio: Takhti Stadium |  |
|                                                                                           |                          | Penaltis                                                                                             |                             |                         |  |
| Goalkeeper: Mehdi Amiri · Abbas Tahmasebi · Bahman Jahantigh · Ali Askari · Abbas Ghasemi |                          | Goalkeeper: Davoud Noushi Soufiani · Godwin Mensha · Ghaem Eslamikhah · Aghil Kaabi · Mehrdad Rezaei |                             |                         |  |

| 11 de abril de 2022                                                                                          | Esteghlal (1) | 0-0 (t.s.) (4-5 p) | Nassaji (1) | Teherán                                   |  |
| 20:30 |               | |             | Estadio: Azadi Stadium Asistencia: 40,000 |  |
| |               | Penaltis |             |                                           |  |
| Goalkeeper: Alireza Rezaei · Arthur Yamga · Rudy Gestede · Mehdi Mehdipour · Azizbek Amonov · Arman Ramezani |               | Goalkeeper: Alireza Haghighi · Ayoub Kalantari · Mehrdad Abdi · Saeid Gholamalibeygi · Mohammad Mehdi Nazari · Hamed Shiri |             |                                           |  |

| 10 de abril de 2022 | Persepolis (1) | 2-3 | Aluminium Arak (1) | Teherán                |  |
| 20:30               |                |     |                    | Estadio: Azadi Stadium |  |

| 09 de abril de 2022 | Mes Kerman (2) | 1-0 | Kheybar Khorramabad (2) | Kerman                          |  |
| 20:00               |                |     |                         | Estadio: Shahid Bahonar Stadium |  |

### Semifinales
|  | 2/16 |

|  | 1/18 |

|  | 1/28 |

|  | 0/34 |

|  | 4/96 |

| 18 de abril de 2022 | Aluminium Arak (1) | 1-0 | Khalij Fars Mahshahr (3) | Arak                                     |  |
| 20:30               |                    |     |                          | Estadio: Imam Khomeini Asistencia: 5,000 |  |

| 19 de abril de 2022 | Nassaji (1) | 1-0 (t.s.) | Mes Kerman (2) | Teherán                                  |  |
| 20:30               |             |            |                | Estadio: Azadi Stadium Asistencia: 32000 |  |

### Final
|  | 2/16 |

|  | 0/18 |

|  | 0/28 |

|  | 0/34 |

|  | 2/96 |

| 27 de abril de 2022 | Aluminium Arak (1) | 0-1 | Nassaji (1) | Azadi Stadium                                           |  |
| 20:30               |                    |     |             | Asistencia: 50 000 Árbitro: Mohammad Hossein Zahedifard |  |